# Kylie
Kylie（かいり）は、日本の女性歌手。1997年4月25日生まれ。茨城県出身。所属レーベルはasistobe。
2018年、3人組DJ&ヴォーカルユニット「Vid Thë Kid」のヴォーカルとして活動後、ソロに転向。

## 人物
4歳上の姉がおり、姉の影響で洋楽を聴くようになった。
アーティストを目指したきっかけはアヴリル・ラヴィーンとケイティ・ペリー。
アヴリル・ラヴィーンの「ガールフレンド」の和訳を見た時に、ストレートにメッセージを伝えていることに感銘を受けて英語で歌うようになった。
また、ケイティ・ペリーのカリフォルニア・ガールズのミュージック・ビデオが好きで、こういった世界観を表現できるようになりたいと思っている。

## ディスコグラフィ

### 配信シングル
|     | 発売日        | タイトル             | 配信形式               |
| --- | ------------- | -------------------- | ---------------------- |
| 1st | 2021年6月9日  | True Love            | デジタル・ダウンロード |
| 2nd | 2022年8月17日 | Midnight in Paris    | デジタル・ダウンロード |
| 3rd | 2023年6月23日 | Hurt to heal         | デジタル・ダウンロード |
| 4th | 2023年8月16日 | SATURDAY feat.CaTEye | デジタル・ダウンロード |